# Индонезийцы в США
Индонезийцы в США — это мигранты из многонациональной страны Индонезии в США, а также их потомки, родившиеся в США. По данным переписи населения США 2000 и 2010 годов, они были 15-й по величине группой американцев азиатского происхождения, зарегистрированной в США, а также одной из самых быстрорастущих.

## История

### Обзор
Первыми индонезийскими иммигрантами в США были голландцы-индонезийцы или «индос», которые обосновались в Южной Калифорнии в 1950-х годах как беженцы после Индонезийской национальной революции против голландских колонистов. Значительное количество иностранных студентов из Индонезии приехало в Соединённые Штаты ещё в середине 1950-х годов, начиная с программы 1953 года Управления международного сотрудничества (ныне Агентство США по международному развитию), которая позволила медицинскому факультету Университета Индонезии продолжить обучение в Калифорнийском университете в Беркли. Число индонезийцев как постоянных жителей США начало расти в 1965 году из-за Закона об иммиграции и гражданстве 1965 года, открывшего двери для азиатской иммиграции, а также из-за насильственного и хаотичного перехода к новому порядку в Индонезии, который подстегнул эмиграцию из этой страны. Из-за азиатского финансового кризиса 1997 года в период с 1980 по 1990 год число индонезийцев в Соединённых Штатах утроилось, достигнув 30 085 человек. Значительная часть проживает в Южной Калифорнии: 29 710 респондентов переписи 2000 года, указавших «индонезийцев» в качестве одной из своих этнических групп, проживали именно там. Индонезия была одной из 25 стран, принявших участие в специальной программе регистрации эмигрантов, которая началась в 2002 году в ответ на теракты 11 сентября в США. После цунами 2004 года в Индийском океане на восточное побережье США хлынул новый поток иммигрантов, среди которых было много индонезийцев.
В период с 2000 по 2010 год число респондентов переписи, идентифицирующих себя как индонезийцев (отдельно или в сочетании с другими ответами), выросло на 51% с 63 073 до 95 270. По данным исследовательского центра Pew Research Center, к 2015 году это число снова возросло, теперь до 113 000 человек.

### Просители убежища из Индонезии китайского происхождения
Активное лоббирование политиков со стороны китайско-американских групп способствовало необычайно большому числу успешных заявлений китайских индонезийцев о предоставлении политического убежища в Соединённых Штатах в 1998 году в результате беспорядков в Индонезии в мае 1998 года. По данным Министерства юстиции США, за десятилетие до 2007 года статус беженца был предоставлен 7359 заявителям, а 5848 получили отказ. Однако в последние годы заявителям становится всё труднее доказать иммиграционным властям, что в случае возвращения в Индонезию они столкнутся с целенаправленным насилием.
В 2004 году Апелляционный суд девятого округа США постановил в деле Саэль против Эшкрофта, что пара китайских индонезийцев имеет право на политическое убежище, сославшись на существование антикитайского насилия и законов, запрещающих китайские школы и учреждения. Тот же суд в следующем году предоставил Марджори Лолонг право на убежище, установив, что она является «членом [женской и христианской] подгрупп, которые подвергаются значительно большему риску преследований, чем [этническая китайская] группа в целом». Однако суд отменил свои выводы общим решением и заявил, что он понимает решение Апелляционного совета по иммиграционным делам (BIA) «исключить общее предоставление убежища индонезийским китайским христианам». В особом мнении подверглось критике отклонение BIA показаний относительно неспособности индонезийского правительства контролировать преследования, несмотря на его намерения.

## Демография
По оценкам Американского исследования общества за 2015–2019 годы, общая численность индонезийских иммигрантов в США составила 96 200 человек. Из этого числа 15 округов с наибольшим количеством жителей следующие:
1. Округ Лос-Анджелес, Калифорния — 13 800
2. Округ Сан-Бернардино, Калифорния — 4800
3. Округ Ориндж, Калифорния — 4600
4. Куинс, Нью-Йорк — 2700
5. Округ Аламида, Калифорния — 2700
6. Округ Санта-Клара, Калифорния — 2500
7. Округ Харрис, Техас — 2500
8. Округ Филадельфия, Пенсильвания — 2000
9. Округ Кинг, Вашингтон — 1900
10. Округ Сан-Диего, Калифорния — 1800
11. Округ Риверсайд, Калифорния — 1600
12. Округ Контра-Коста, Калифорния — 1400
13. Округ Снохомиш, Вашингтон — 1300
14. Сан-Франциско, Калифорния — 1300
15. Округ Марикопа, Аризона — 1300

### Этничность
Индонезийцы в США являются представителями различных этнических подкатегорий, таких как малайцы, минангкабау, минахасцы, яванцы, батаки или тионгоа. Первыми индонезийцами, переселившимися в Южную Калифорнию, были индо (индонезийцы смешанного индонезийского и европейского, в основном голландского, происхождения). Однако большинство индонезийцев, приехавших в 1960-х годах, были китайского происхождения. По неофициальным оценкам, около 60% индонезийцев в Южной Калифорнии имеют китайское происхождение. Межрасовые браки не редкость, особенно среди молодёжи, хотя пожилые люди часто предпочитают, чтобы их дети вступали в брак с другими индонезийцами или китайцами.
Многие индонезийские американцы во втором поколении всё ещё чувствуют связь со своей индонезийской идентичностью через своих предков, несмотря на то, что зачастую не владеют в полной мере индонезийским языком.

### Религия
Религия индонезийцев в США
 Протестантизм (48 %) Католицизм (20 %) Ислам-суннизм (25 %) Буддизм (5 %) Индуизм (2 %)
Индонезийцы в США исповедуют множество религий, включая протестантизм, католицизм, суннитский ислам, буддизм и индуизм, хотя первые три являются наиболее распространёнными.
В то время как ислам набирает популярность среди индонезийских американцев, поскольку Индонезия является одной из крупнейших исламских стран в мире, христианство является наиболее быстрорастущей религиозной традицией среди этих общин. Первой индонезийской церковью в США была церковь адвентистов седьмого дня, основанная в Глендейле, Калифорния, в 1972 году с преимущественно индо общиной (сейчас она находится в Азузе, Калифорния); однако по мере того, как к церкви присоединялось всё больше мигрантов-прибуми (коренных индонезийцев), росла расовая напряжённость, и индо перешли в другие церкви. Вторая индонезийская церковь, основанная в США, была баптистской церковью, основанной пастором-китайцем и с преобладающей китайской общиной. К 1988 году существовало 14 индонезийских протестантских общин; десять лет спустя это число выросло до 41, а также добавились две индонезийские католические общины. Католицизм наиболее распространён в общинах индонезийцев в США в таких штатах, как Калифорния, Джорджия, Нью-Джерси и Пенсильвания, где еженедельно или ежемесячно проводятся мессы на индонезийском языке. Многие из индонезийских иммигрантов китайского происхождения конца 1990-х годов были христианами и решили покинуть родину из-за страха преследований.
Индонезийские мусульмане составляли около 15% индонезийского населения Америки в 1990-х годах. Первой индонезийской мечетью в США стала мечеть Аль-Хикма, основанная в Астории, штат Нью-Йорк, которую в настоящее время возглавляет Шамси Али. В 2017 году индонезийская мусульманская община в Лос-Анджелесе приобрела бывшую церковь по адресу Кенмор-авеню, 1200 и переоборудовала её в мечеть Ат-Тохир. В Силвер-Спринг, штат Мэриленд, также есть индонезийская мечеть под названием IMAAM Center. Эта мечеть сегодня очень активна благодаря регулярным службам и работе с общественностью, поскольку она является важным центром жизни индонезийских мусульман в Америке. Многие индонезийцы из высшего класса решили больше ассимилироваться в американскую культуру из-за экономического и культурного комфорта. С точки зрения членов этого сообщества, это можно рассматривать как отклонение от индонезийской мусульманской идентичности.

### Трудовые отношения
Примерно каждый восьмой индонезиец в США работал поваром, официантом или официанткой. Рестораны, принадлежащие индонезийским американцам, являются площадками для культурного единения, основанного на общих трапезах и традициях.
По данным Pew Research, в 2019 году средний доход домохозяйств, возглавляемых индонезийскими иммигрантами, составлял 80 000 долларов США, по сравнению с 64 000 и 66 000 долларов США для всех домохозяйств иммигрантов и граждан США соответственно.

## СМИ
Индонезийцы основали ряд изданий в Калифорнии. Самым ранним был журнал Indonesian Journal, основанный в 1988 году и издававшийся в основном на индонезийском языке. Другие включают в себя Actual Indonesia News (основанную в 1996 году, также на индонезийском языке) из Лома-Линды и Indonesia Media (основанную в 1998 году) из Глендоры. Ежемесячная газета The Indonesia Letter, выходящая в Лос-Анджелесе, имеет самый большой тираж.